# 格林卡斯爾鎮區 (印第安納州帕特南縣)
格林卡斯爾鎮區（英語：Greencastle Township）是位於美國印第安納州帕特南縣的一個行政鎮區。

## 地方資料
根據2010年美國人口普查的數據，格林卡斯爾鎮區的面積為89.20平方千米，當中陸地面積為88.90平方千米，而水域面積為0.30平方千米。當地共有人口13136人，而人口密度為每平方千米147.26人。